# 米洛什·格尔利察
米洛什·格尔利察（1979年1月3日—），塞尔维亚男子田径运动员。他曾代表南联盟、塞尔维亚和黑山、塞尔维亚参加2000年、2004年、2008年和2012年夏季残疾人奥林匹克运动会田径比赛，其中2004年夏季残奥会获得一枚铜牌。